# ¡Uno!
¡Uno! é o nono álbum de estúdio da banda americana de punk rock Green Day, lançado em 21 de setembro de 2012, pela Reprise Records. É o primeiro da trilogia ¡Uno!, ¡Dos! , ¡Tré!, lançada entre setembro e dezembro de 2012. O Green Day gravou o álbum a partir de fevereiro a junho em 2012 no Jingletown Studios, em Oakland, Califórnia.
O álbum e sua lista de faixas foram revelados em um vídeo do YouTube no canal oficial da banda, que consiste em 12 músicas. O primeiro single do álbum é "Oh Love", foi lançado em 16 de julho de 2012. O segundo single "Kill the DJ" foi lançado na iTunes Store em 15 de agosto de 2012. O terceiro single "Let Yourself Go" foi lançado nos EUA na iTunes Store em 5 de setembro de 2012. "Nuclear Family" foi lançado no canal oficial do YouTube em 12 de setembro de 2012. Um vídeo para a música "Stay the Night" foi lançado pela Rolling Stone e seu canal do YouTube em 24 de setembro de 2012.
Após a liberação, ¡Uno! recebeu críticas positivas dos críticos de música. O álbum estreou na segunda posição na Billboard 200 dos EUA, com vendas na primeira semana de 139 mil cópias. O álbum também alcançou o top 10 das paradas em vários outros países.
Hoje o álbum conta com mais de 1,2 milhões de cópias vendidas.

## Gravações
Em 2011, o Green Day realizou alguns shows secretos onde tocaram diversas músicas inéditas, mas até então não se tinha nenhuma notícia de que eles estavam em estúdio para gravar um novo álbum. No dia 14 de fevereiro de 2012, o vocalista, guitarrista e compositor do Green Day, Billie Joe Armstrong, através de sua conta no twitter, anunciou que eles oficialmente haviam começado a produzir o novo álbum de estúdio da banda.
Em 11 de abril, Billie Joe Armstrong fez mais um anúncio em seu twitter. Ele postou que a banda estava trabalhando na produção de três álbuns, a trilogia ¡Uno!, ¡Dos! e ¡Tré!, que seriam lançados, respectivamente, em 25 de Setembro de 2012, 13 de Novembro de 2012 e 15 de Janeiro de 2013.
Ao longo das gravações, a banda postou vídeos com durações de 30 segundos, em média, dos bastidores das gravações do álbum que podem ser encontrados no canal oficial da banda no youtube.

## Tema e composição
Em entrevista à Rolling Stone, Armstrong afirmou que o tema de seu novo disco seria diferente de 21st Century Breakdown e American Idiot, e não seria o terceiro ópera rock.  Ele também acrescentou que a música no disco será "algo entre AC/DC e o início dos Beatles". Ele também afirmou que algumas músicas do álbum também pode soar como um rock de garagem e dance music.
De acordo com Armstrong, a música "Kill the DJ" estaria perto de um "dance music", que a banda nunca havia feito antes.

## Capa
O Green Day declarou em uma entrevista que cada álbum da trilogia ¡Uno!, ¡Dos! e ¡Tré! tem um rosto dos membros da banda em sua capa.
A banda enviou um reboque para o álbum em seu canal oficial no YouTube mostrando a banda no estúdio de gravação, a gravação do álbum com as canções escritas em um quadro branco em 14 de junho de 2012. Durante o trailer a capa do primeiro álbum da trilogia foi revelada. Possui um recorte em preto e branco do rosto de Billie Joe Armstrong, com seus olhos tapados com dois X rosa, o fundo é um verde fluorescente com algumas linhas também verdes, só que com uma tonalidade mais clara. A palavra "Green Day" está escrita no alto com as letras rosa, enquanto que "¡Uno!" está no canto inferior esquerdo com letras brancas.

## Lançamento e promoção
Em 11 de abril, o Green Day anunciou através de um comunicado de imprensa que eles iriam lançar uma trilogia de álbuns intitulados ¡Uno!, ¡Dos!, e ¡Tré!. E afirmou que seria lançado em 25 de setembro de 2012, 13 de novembro de 2012, e 15 de janeiro de 2013, respectivamente, através Reprise Records. ¡Uno!, o primeiro álbum da trilogia, foi lançado em 24 de setembro nos EUA. O álbum foi produzido pela banda e pelo colaborador de longa data Rob Cavallo, produtor de Dookie, Insomniac, Nimrod e American Idiot. Em 30 de julho, a revista Alternative Press divulgou um vídeo ao vivo da banda tocando "Let Yourself Go". A música "Troublemaker" foi usada como trilha sonora para o jogo do facebook Angry Birds. Em 22 de agosto, Armstrong deu uma prévia de algumas músicas através do seu iPhone para a radio BBC Radio 1 no Reino Unido. O Green Day também tocou uma versão completa da música "Blue Angel" em um show secreto em Tóquio, no Japão. Em 12 de setembro, Armstrong e o guitarrista Jason White tocaram as canções "Rusty James" e "Stay the Night" em um acústico surpresa fixado em The Electric Bowery, em Nova York.
O álbum completo vazou na internet em 17 de setembro de 2012.

## Recepção crítica
¡Uno! recebeu críticas positivas de críticos de música. No Metacritic , que atribui uma normalizado classificação de 100 a opiniões de críticos mainstream, o álbum recebeu uma média de pontuação de 66, o que indica "revisões geralmente favoráveis ", com base em 31 avaliações. David Fricke da Rolling Stone elogiou o álbum "12 explosões de pop" e achei que fosse um "relevo plano", após o "peso e preocupação" da banda nos dois álbuns anteriores, observando "uma hiper, mais rico aperto nos detalhes". Melissa Maerz da Entertainment Weekly chamou o álbum de "uma mudança bem-vinda elevando o conceito de alta energia". Kim Taylor Bennett, da Time Out, comentou que o Green Day "ainda soa fresco, equilibrando um suporte arrogante com ternura". Ian Winwood da BBC Music elogiou a banda por fugir de seus álbuns anteriores "floresce e grandiosamente teatrais" e encontrou ¡Uno! para a maioria ser "um trabalho de música magistralmente controlada".

## Faixas
| N.º            | Título            | Duração |  |
| 1.             | "Nuclear Family"  | 3:03    |  |
| 2.             | "Stay the Night"  | 4:36    |  |
| 3.             | "Carpe Diem"      | 3:25    |  |
| 4.             | "Let Yourself Go" | 2:57    |  |
| 5.             | "Kill the DJ"     | 3:41    |  |
| 6.             | "Fell for You"    | 3:08    |  |
| 7.             | "Loss of Control" | 3:07    |  |
| 8.             | "Troublemaker"    | 2:45    |  |
| 9.             | "Angel Blue"      | 2:46    |  |
| 10.            | "Sweet 16"        | 3:03    |  |
| 11.            | "Rusty James"     | 4:09    |  |
| 12.            | "Oh Love"         | 5:03    |  |
| Duração total: | Duração total:    | 41:44   |  |

## Pessoal
Banda
- Billie Joe Armstrong - vocal , guitarra solo , guitarra rítmica
- Mike Dirnt - baixo , vocal de apoio
- Tré Cool - bateria , percussão
- Jason White - guitarra vocal de apoio

Músicos adicionais
- Tom Kitt - arranjos

Produção
- Rob Cavallo e Green Day - produtores
- Chris Dugan - engenheiro
- Chris Lord-Alge - mixagem
- Ted Jensen - masterização
- Chris Bilheimer - arte

## Posições
| Parada (2012)                   | Melhor posição |
| ------------------------------- | -------------- |
| Argentina                       | 3              |
| Áustria                         | 1              |
| Austrália                       | 3              |
| Bélgica (Flanders)              | 6              |
| Bélgica (Wallonia)              | 5              |
| Brasil                          | 3              |
| Canadá                          | 3              |
| República Checa                 | 7              |
| Dinamarca                       | 8              |
| Países Baixos                   | 8              |
| França                          | 12             |
| Finlândia                       | 4              |
| Alemanha                        | 3              |
| Hungria                         | 1              |
| Irlanda                         | 3              |
| Itália                          | 1              |
| Japão                           | 3              |
| México                          | 5              |
| Nova Zelândia                   | 2              |
| Noruega                         | 3              |
| Polônia                         | 12             |
| Portugal                        | 13             |
| Coreia do Sul                   | 2              |
| Espanha                         | 4              |
| Suécia                          | 3              |
| Suiça                           | 4              |
| UK Albums Chart                 | 2              |
| UK Rock Albums Chart            | 1              |
| US Billboard 200                | 2              |
| US Billboard Rock Albums        | 2              |
| US Billboard Alternative Albums | 2              |
| US Billboard Tastemaker Albums  | 2              |
| US Billboard Digital Albums     | 2              |